# Resultados do Carnaval de Recife em 2012
Resultados do Carnaval do Recife em 2012.

## Escola de samba
| Grupo Especial  | Grupo Especial                 | Grupo Especial | Grupo Especial |
| Colocação       | Entidade                       | Pontos         | Ref.           |
| --------------- | ------------------------------ | -------------- | -------------- |
| 1º              | Gigantes do Samba              | 109,9          | [ 1 ] [ 2 ]    |
| 2º              | Galeria do Ritmo               | 95,7           | [ 1 ] [ 2 ]    |
| Grupo 1         |                                |                |                |
| Colocação       | Entidade                       | *              | Ref.           |
| 1º              | Preto Velho                    | *              | [ 2 ]          |
| 2º              | Unidos de São Carlos           | *              | [ 2 ]          |
| Grupo 2         |                                |                |                |
| Colocação       | Entidade                       | *              | Ref.           |
| 1º              | Raio de Luar                   | *              | [ 2 ]          |
| 2º              | Imperadores da Vila São Miguel | *              | [ 2 ]          |
| Grupo de acesso |                                |                |                |
| Colocação       | Entidade                       | *              | Ref.           |
| 1º              | Estudantes de São José         | *              | [ 2 ]          |

## Maracatu do Baque Virado
| Grupo Especial  | Grupo Especial             | Grupo Especial | Grupo Especial |
| Colocação       | Entidade                   | Pontos         | Ref.           |
| --------------- | -------------------------- | -------------- | -------------- |
| 1º              | Estrela Brilhante          | 89,2           | [ 1 ] [ 2 ]    |
| 2º              | Porto Rico                 | 88,2           | [ 1 ] [ 2 ]    |
| Grupo 1         |                            |                |                |
| Colocação       | Entidade                   | *              | Ref.           |
| 1º              | Encanto do Pina            | *              | [ 2 ]          |
| 2º              | Estrela Dalva              | *              | [ 2 ]          |
| Grupo 2         |                            |                |                |
| Colocação       | Entidade                   | *              | Ref.           |
| 1º              | Nação Tigre                | *              | [ 2 ]          |
| 2º              | Nação Tupinambá            | *              | [ 2 ]          |
| Grupo de acesso |                            |                |                |
| Colocação       | Entidade                   | *              | Ref.           |
| 1º              | Nação de Luanda            | *              | [ 2 ]          |
| 2º              | Lira do Morro da Conceição | *              | [ 2 ]          |

## Caboclinho
| Grupo Especial  | Grupo Especial              | Grupo Especial | Grupo Especial |
| Colocação       | Entidade                    | Pontos         | Ref.           |
| --------------- | --------------------------- | -------------- | -------------- |
| 1º              | Tupy                        | 79,2           | [ 1 ]          |
| 2º              | Kapinawa                    | 78,8           | [ 1 ]          |
| Grupo 1         |                             |                |                |
| Colocação       | Entidade                    | *              | Ref.           |
| 1º              | Sete Flechas do Recife      | *              | [ 2 ]          |
| 2º              | Tapuyas Câmaras             | *              | [ 2 ]          |
| Grupo 2         |                             |                |                |
| Colocação       | Entidade                    | *              | Ref.           |
| 1º              | Caetés de Goiana            | *              | [ 2 ]          |
| 2º              | Carijós do Recife           | *              | [ 2 ]          |
| Grupo de acesso |                             |                |                |
| Colocação       | Entidade                    | *              | Ref.           |
| 1º              | Flecha Negra da Tribo Truká | *              | [ 2 ]          |
| 2º              | Canindé                     | *              | [ 2 ]          |

## Tribo de índio
| Grupo Único | Grupo Único        | Grupo Único | Grupo Único |
| Colocação   | Entidade           | Pontos      | Ref.        |
| ----------- | ------------------ | ----------- | ----------- |
| 1º          | Tabajaras          | 99,4        | [ 1 ] [ 2 ] |
| 2º          | Canindé Brasileiro | 96,8        | [ 1 ] [ 2 ] |

## Maracatu do Baque Solto
| Grupo Especial  | Grupo Especial     | Grupo Especial | Grupo Especial |
| Colocação       | Entidade           | Pontos         | Ref.           |
| --------------- | ------------------ | -------------- | -------------- |
| 1º              | Leão de Ouro       | 139,5          | [ 1 ] [ 2 ]    |
| 2º              | Cruzeiro do Forte  | 139,3          | [ 1 ] [ 2 ]    |
| Grupo 1         |                    |                |                |
| Colocação       | Entidade           | *              | Ref.           |
| 1º              | Leão Vencedor      | *              | [ 2 ]          |
| 2º              | Estrela de Ouro    | *              | [ 2 ]          |
| Grupo 2         |                    |                |                |
| Colocação       | Entidade           | *              | Ref.           |
| 1º              | Estrela da Serra   | *              | [ 2 ]          |
| 2º              | Leão Misterioso    | *              | [ 2 ]          |
| Grupo de acesso |                    |                |                |
| Colocação       | Entidade           | *              | Ref.           |
| 1º              | Leão da Mata Norte | *              | [ 2 ]          |
| 2º              | Pavão Misterioso   | *              | [ 2 ]          |

## Clube de Boneco
| Grupo Especial  | Grupo Especial             | Grupo Especial | Grupo Especial |
| Colocação       | Entidade                   | Pontos         | Ref.           |
| --------------- | -------------------------- | -------------- | -------------- |
| 1º              | Tadeu no Frevo             | 98,5           | [ 1 ] [ 2 ]    |
| 2º              | Seu Malaquias              | 97,8           | [ 1 ] [ 2 ]    |
| Grupo 1         |                            |                |                |
| Colocação       | Entidade                   | *              | Ref.           |
| 1º              | O Homem da Madrugada       | *              | [ 2 ]          |
| 2º              | O Garoto da Ilha do Maruim | *              | [ 2 ]          |
| Grupo 2         |                            |                |                |
| Colocação       | Entidade                   | *              | Ref.           |
| 1º              | To Afim                    | *              | [ 2 ]          |
| Grupo de acesso |                            |                |                |
| Colocação       | Entidade                   | *              | Ref.           |
| 1º              | O Homem do Burity          | *              | [ 2 ]          |
| 2º              | O Menino da Federação      | *              | [ 2 ]          |

## Clube de Frevo
| Grupo Especial | Grupo Especial            | Grupo Especial | Grupo Especial |
| Colocação      | Entidade                  | Pontos         | Ref.           |
| -------------- | ------------------------- | -------------- | -------------- |
| 1º             | Bola de Ouro              | 108            | [ 1 ] [ 2 ]    |
| 2º             | Clube das Pás             | 105            | [ 1 ] [ 2 ]    |
| Grupo 1        |                           |                |                |
| Colocação      | Entidade                  | *              | Ref.           |
| 1º             | Girassol da Boa Vista     | *              | [ 2 ]          |
| 2º             | Arrasta Tudo              | *              | [ 2 ]          |
| Grupo 2        |                           |                |                |
| Colocação      | Entidade                  | *              | Ref.           |
| 1º             | Maracangalha              | *              | [ 2 ]          |
| 2º             | Toureiro de Santo Antônio | *              | [ 2 ]          |

## Bloco de Pau e corda
| Grupo Especial  | Grupo Especial         | Grupo Especial | Grupo Especial |
| Colocação       | Entidade               | Pontos         | Ref.           |
| --------------- | ---------------------- | -------------- | -------------- |
| 1º              | Banhistas do Pina      | 109,6          | [ 1 ] [ 2 ]    |
| 2º              | Com Você no Coração    | 104,7          | [ 1 ] [ 2 ]    |
| Grupo 1         |                        |                |                |
| Colocação       | Entidade               | *              | Ref.           |
| 1º              | Amante das Flores      | *              | [ 2 ]          |
| 2º              | Lírio da Lira          | *              | [ 2 ]          |
| Grupo 2         |                        |                |                |
| Colocação       | Entidade               | *              | Ref.           |
| 1º              | Príncipe dos Príncipes | *              | [ 2 ]          |
| Grupo de acesso |                        |                |                |
| Colocação       | Entidade               | *              | Ref.           |
| 1º              | Artesãos de Pernambuco | *              | [ 2 ]          |

## Troça
| Grupo Especial  | Grupo Especial                        | Grupo Especial | Grupo Especial |
| Colocação       | Entidade                              | Pontos         | Ref.           |
| --------------- | ------------------------------------- | -------------- | -------------- |
| 1º              | Tô Chegando Agora                     | 99,1           | [ 1 ] [ 2 ]    |
| 2º              | Batutas de Água Fria                  | 97,2           | [ 1 ] [ 2 ]    |
| Grupo 1         |                                       |                |                |
| Colocação       | Entidade                              | *              | Ref.           |
| 1º              | Estrela da Boa Vista                  | *              | [ 2 ]          |
| 2º              | Teimoso em Folia                      | *              | [ 2 ]          |
| Grupo 2         |                                       |                |                |
| Colocação       | Entidade                              | *              | Ref.           |
| 1º              | Boneco Mário Bocão e Maria das Cabras | *              | [ 2 ]          |
| 2º              | Dragão de Campo Grande                | *              | [ 2 ]          |
| Grupo de acesso |                                       |                |                |
| Colocação       | Entidade                              | *              | Ref.           |
| 1º              | Verdureiro de São José                | *              | [ 2 ]          |
| 2º              | Maria no Frevo                        | *              | [ 2 ]          |

## Urso
| Grupo Especial  | Grupo Especial             | Grupo Especial | Grupo Especial |
| Colocação       | Entidade                   | Pontos         | Ref.           |
| --------------- | -------------------------- | -------------- | -------------- |
| 1º              | Cangaçá de Agua Fria       | 70             | [ 1 ] [ 2 ]    |
| 2º              | Urso do Vizinho            | 65,6           | [ 1 ] [ 2 ]    |
| Grupo 1         |                            |                |                |
| Colocação       | Entidade                   | *              | Ref.           |
| 1º              | Branco Cangaçá             | *              | [ 2 ]          |
| 2º              | Zé da Pinga                | *              | [ 2 ]          |
| Grupo 2         |                            |                |                |
| Colocação       | Entidade                   | *              | Ref.           |
| 1º              | Urso do Ovão               | *              | [ 2 ]          |
| 2º              | Teimoso da Torre           | *              | [ 2 ]          |
| Grupo de acesso |                            |                |                |
| Colocação       | Entidade                   | *              | Ref.           |
| 1º              | Língua de Ouro             | *              | [ 2 ]          |
| 2º              | Manhoso do Engenho do Meio | *              | [ 2 ]          |

## Boi
| Grupo Especial  | Grupo Especial     | Grupo Especial | Grupo Especial |
| Colocação       | Entidade           | Pontos         | Ref.           |
| --------------- | ------------------ | -------------- | -------------- |
| 1º              | Boi Faceiro        | 88,9           | [ 1 ] [ 2 ]    |
| 2º              | Boi Cara Branca    | 88,7           | [ 1 ] [ 2 ]    |
| Grupo 1         |                    |                |                |
| Colocação       | Entidade           | *              | Ref.           |
| 1º              | Maracatu Arcoverde | *              | [ 2 ]          |
| 2º              | Boi de Mainha      | *              | [ 2 ]          |
| Grupo 2         |                    |                |                |
| Colocação       | Entidade           | *              | Ref.           |
| 1º              | Boi Mimoso         | *              | [ 2 ]          |
| 2º              | Câmara             | *              | [ 2 ]          |
| Grupo de acesso |                    |                |                |
| Colocação       | Entidade           | *              | Ref.           |
| 1º              | Boi Glorioso       | *              | [ 2 ]          |
| 2º              | Boi Furioso        | *              | [ 2 ]          |